# 99 (album)
Albums de Epik High
Epilogue
(2010) Shoebox
(2014)
Singles
1. It's Cold[1]
Sortie : 9 octobre 2012
2. Don't Hate Me
Sortie : 19 octobre 2012
3. Up
Sortie : 19 octobre 2012

99 est le septième album studio du groupe sud-coréen de hip-hop Epik High. Il est sorti en ligne le 19 octobre 2012 et sa version physique est sortie le 23 octobre. Les chansons-titre sont “Up”, une chanson hip-hop avec Park Bom de 2NE1, et “Don’t Hate Me". L'album comprend aussi une collaboration avec Lee Hi, "It's Cold".

## Contexte
Epik High a nommé l'album 99 pour plusieurs raisons : leur amour pour le chiffre 9, le fait que l'album contienne 9 chansons (+ une courte interlude), et le but d'"épouser la signification de la musique" pour 99 % des gens, pas le « top 1 % ».
Par le biais d'un film commenté sorti le 22 octobre, Epik High va à travers les pistes de l'album, expliquant que c'est le genre de musique avec lequel le groupe a grandi et a apprécié durant les années 90. “Cet album, c'est comme prendre une machine à remonter le temps avec nous et aller ici ou là”, a expliqué Tablo. Tout particulièrement pour les deux chansons-titre; les membres ont dit que "Up" était faite pour encourager les gens à se dire que demain sera un meilleur jour. Concernant "Don’t Hate Me", les membres ont dit que même si le monde te hait, il y a au moins une personne qui t'aime, et que la vie vaut la peine d'être vécue.

## Liste des pistes
| 1.    | Up (featuring Park Bom de 2NE1)                                 | Tablo, Mithra | Tablo, DEE.P        | DEE.P              | 3:43 |
| 2.    | Don't Hate Me                                                   | Tablo, Mithra | Tablo, Choice37     | Choice37           | 3:43 |
| 3.    | Wrong (사랑한다면 해선 안될 말)                                 | Tablo, Mithra | Tablo, Choi Pilkang | Choi Pilkang       | 3:41 |
| 4.    | It's Cold (featuring Lee Hi) (춥다)                             | Tablo, Mithra | Tablo, Choi Pilkang | Choi Pilkang       | 4:10 |
| 5.    | You Don't Deserve Her (featuring Gaeko de Dynamic Duo) (아까워) | Tablo, Mithra | Tablo, DJ Tukutz    | DJ Tukutz, Mr.sync | 3:43 |
| 6.    | Get Out The Way (비켜)                                          | Tablo, Mithra | Tablo, Choice37     | Choice37           | 2:59 |
| 7.    | The Bad Guy (악당)                                              | Tablo, Mithra | Tablo, DEE.P        | DEE.P              | 4:12 |
| 8.    | Ghost (Interlude)                                               |               | Choi Pilkang        | Choi Pilkang       | 0:42 |
| 9.    | Kill This Love                                                  | Tablo, Mithra | Tablo, Choi Pilkang | Choi Pilkang       | 3:55 |
| 10.   | New Beautiful                                                   | Tablo, Mithra | Tablo, DEE.P        | DEE.P              | 3:29 |
| 34:17 |                                                                 |               |                     |                    |      |